# Byōyomi
Byōyomi (jap. 秒読み) ist ein japanischer Begriff in den Brettspielen Go und Shōgi. Dabei wird der plötzliche Abbruch des Spiels durch Sudden Death einer absoluten Zeit vermieden: Es gibt nach der Kernbedenkzeit noch eine zusätzliche eingeschränkte Bedenkzeit. Byōyomi bedeutet wörtlich übersetzt „Sekunden zählen“ und beschreibt den Vorgang, in dem traditionell ein Schiedsrichter die verbleibenden letzten Sekunden eines Spielers laut zählt, und entspricht damit dem Countdown. Häufig werden die letzten Sekunden auch akustisch durch elektronische Uhren signalisiert.

## Japanisches Byōyomi
Bei japanischen Profipartien besteht das Byōyomi aus einer vorgegebenen Anzahl von Zeitperioden (z. B. fünfmal eine Minute). Diese Zeitperioden werden „verbraucht“, wenn man für einen Zug länger als diese Zeitperiode nachdenkt. Bei einem Byōyomi von einmal 30 Sekunden hat man also für jeden Zug 30 Sekunden Zeit, bei einem Byōyomi von fünfmal 30 Sekunden darf man dagegen viermal länger als 30 Sekunden nachdenken.
Ein Spieler, der seine letzte Byōyomi-Periode verbraucht, verliert auf Zeit.
Amateurturniere werden in Japan in der Regel mit einer festen Bedenkzeit, d. h. ohne Byoyomi, gespielt.

## Verwendung in Europa
Im westlichen Sprachgebrauch wird die Bezeichnung Byo-Yomi oder Byoyomi im Go oft synonym zu Nachspielzeit verwendet. Um auf Turnieren keine Schiedsrichter bzw. Zeitnehmer dafür zu benötigen, setzt man in Deutschland meist Systeme ein, die mit den ohnehin üblichen Uhren vom Typ mechanischer Schachuhren realisiert werden können.
Dazu wird nach Ablauf der regulären Spielzeit eine gewisse Frist (z. B. fünf Minuten) auf der Uhr eingestellt und eine festgelegte Anzahl von Spielsteinen bereitgelegt (z. B. zehn Steine, was entsprechend den Regeln die entsprechende Anzahl von Spielzügen ermöglicht). Wer seine Byoyomi-Steine nicht aufgebraucht hat, bevor die Frist endet, hat die Partie „auf Zeit“ verloren.
Wenn die Steine innerhalb der Frist gesetzt sind, kann entweder wieder ohne direkten Zeitdruck gespielt werden, bis nach ihrem Ablauf eine neue Byoyomi-Periode beginnt, oder – in der häufigeren Variante – es beginnt sofort eine neue Byoyomi-Periode.
Beim progressiven Byoyomi steigert sich die Zahl der zu setzenden Steine von Periode zu Periode, beispielsweise 10–15–20–25… oder 10–20–40–80…, wobei die Steigerung auch nach oben begrenzt sein kann.
Oftmals decken Spieler beim Eintritt des Byoyomi ihre Steindose (goke) mit der Gefangenenschale ab, um nicht in der angespannten Situation versehentlich einen Stein wie üblich aus der Dose statt vom abgezählten Vorrat zu nehmen.